# Выгорода
Выгорода — деревня в Покровской сельской администрации Покровского сельского поселения Рыбинского района Ярославской области.
Деревня находится непосредственно на южной окраине города Рыбинск, в пределах Окружной автомобильной дороги города, между посёлком Костино и Рыбинским мясокомбинатом.
Деревня Выгорода указана на плане Генерального межевания Рыбинского уезда 1792 года.
На 1 января 2007 года в деревне числилось 7 человек. По почтовым данным в деревня 12 домов..